# Nesoryzomys narboroughi
Nesoryzomys narboroughi is een zoogdier uit de familie van de Cricetidae. De wetenschappelijke naam van de soort werd voor het eerst geldig gepubliceerd door Heller in 1904.